# 姬島村
姬島村（日语：／ Himeshima mura */?）是位于日本大分縣北部國東半島外的離島姫島上的一個村，屬東國東郡。現為大分縣內唯一的村。
全島呈東西向細長型、島上主要高地包括位於中央的矢筈山（266.6公尺）、西部的達磨山（105公尺）、北部的城山（62公尺），四周的海岸也屬於瀨戶內海國立公園的範圍。

## 人口
| 姬島村人口分布圖 |                                               |  |
| 姬島村與日本全國年齡別人口分布比較圖 （2005年資料） | 姬島村的年齡、男女別人口分布圖 （2005年資料） |  |
| ■紫色是姬島村 ■綠色是全国 | ■藍色是男性 ■紅色是女性                       |  |
| 姬島村人口變化 \| 1970年 \| 3,422人 \| \| \| 1975年 \| 3,207人 \| \| \| 1980年 \| 3,234人 \| \| \| 1985年 \| 3,261人 \| \| \| 1990年 \| 3,268人 \| \| \| 1995年 \| 2,996人 \| \| \| 2000年 \| 2,761人 \| \| \| 2005年 \| 2,469人 \| \| \| 2010年 \| 2,189人 \| \| \| 2015年 \| 1,991人 \| \| \| 2020年 \| 1,725人 \| \| |                                               |  |
| 資料來源：日本總務省統計中心提供之人口普查數據 |                                               |  |
| 1970年 | 3,422人                                       |  |
| 1975年 | 3,207人                                       |  |
| 1980年 | 3,234人                                       |  |
| 1985年 | 3,261人                                       |  |
| 1990年 | 3,268人                                       |  |
| 1995年 | 2,996人                                       |  |
| 2000年 | 2,761人                                       |  |
| 2005年 | 2,469人                                       |  |
| 2010年 | 2,189人                                       |  |
| 2015年 | 1,991人                                       |  |
| 2020年 | 1,725人                                       |  |

## 歷史
關於歷史上對姬島的記載最早在古事記的神話故事之中，其中記載伊邪那岐神、伊邪那美神兩神在建了八大島（本州、九州島、四國島、淡路島、壹岐島、對馬島、隱岐島、佐渡島）之後，又建了六小島，姬島就是六小島的其中之一。
由於姬島產的黑曜石具有明顯的灰白色特徵，易於與其它黑曜石之間辨識，在日本的中國地方與四國地方的繩文時代遺跡之中曾發現出產自姬島的黑曜石，因此可以判斷在當時島上已有交易的行為。
戰國時代大友氏的水軍曾以此作為據點。1864年的下關戰爭中，英國、美國、法國、荷蘭的聯合艦隊也曾以此為據點與日本作戰。

### 年表
- 1889年4月1日：實施町村制，設立姬島村。
- 1924年1月1日：村營渡輪「姬島丸」開始營運。
- 1959年6月：從17世紀開始在島上營運的鹽田停止營運。
- 1965年6月17日：島上開始養殖日本對蝦。

## 行政
在1955的村長選舉後，歷任三位村長，連續15次的村長改選中，都因為只有一人參選而直接以不投票當選，直到2016年才再次出現因為有兩位以上候選人而舉辦村長選舉，共有長達連續61年的時間未舉辦村長選舉。
而自1960年藤本熊雄開始當選村長以後，除了自己當了七任24年的村長外，在其過世後又立刻由其子藤本昭夫擔任村長，並持續擔任十任40年的村長職務，直到2024年才宣佈退休不再競選連任，使姬島村出現罕見的由父子先後連續擔任首長合計64年的紀錄。同年也由原縣政府職員大海靖治在同額競選下成為新的村長。
2012年9月，因有村議員針對時任村長，在為其弟所經營的漁業振興團體作融資安排上有失當之處提出質詢，才被傳媒揭發村議會在過往的15年多的時間裏，均從未有任何議案質詢。

## 交通
島上依靠村營渡輪「姬島丸」的定期航班與位於九州國東市的伊美港聯繫。

## 觀光資源

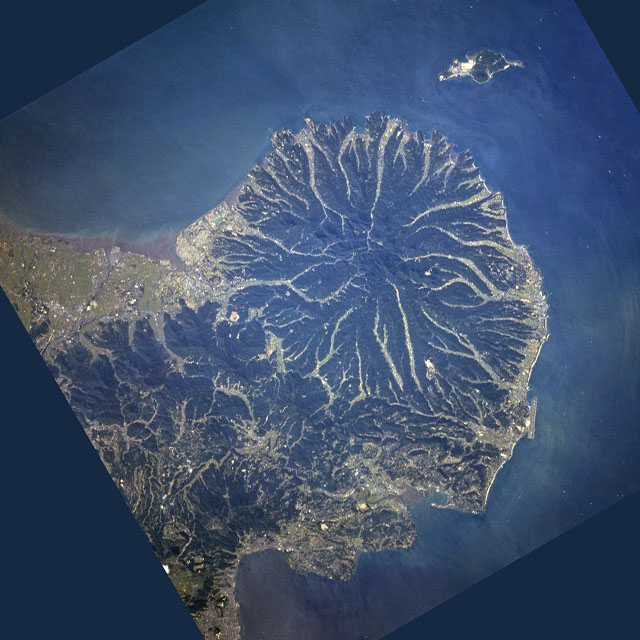
姬島與國東半島的空照圖

### 景點
- 觀音崎：位於島的西北側，為黑曜石的露天段崖。
- 姬島燈塔：於1902年開始興建，1904年營運，1970年4月改為自動化燈塔。
- 大帶八幡社
- 比賣語曾社

### 祭典、活動
- 姬島盆踊：於每年8月15日至8月17日之間舉行。
- 比賣語曾社春之大祭：於每年4月3日舉行。

## 本地出身之名人
- 西村英一：前自由民主党副總裁

## 外部連結
- （日語） 姬島村商工會 （页面存档备份，存于）
- （日語） 姬島狐狸舞 （页面存档备份，存于）
- （英文） 日本大分縣姬島 （页面存档备份，存于）